# Litany for the Whale
La Litany for the Whale (Litanie pour la baleine) est une œuvre de John Cage pour deux voix égales écrite en juillet 1980. Elle fait partie des rares œuvres vocales de John Cage, avec l'Aria dédié à Cathy Berberian en 1958 ou le Roaratorio de 1980. Elle consiste en une récitation et trente-deux réponses a cappella.
Paul Hillier (qui enregistra la pièce) raconte que John Cage demandait que les deux voix solistes chantent le dos tourné au public, bien que ce dispositif ne soit pas précisé sur la partition.

## Structure
Le premier chanteur entonne la récitation ("Recitation" en anglais) puis le second chanteur chante la première réponse ("Response" en anglais). ¨Puis le premier chanteur reprend la récitation, le second chanteur chante la deuxième réponse, etc.
La pièce dure environ 25 minutes.

## Partition
La partition est éditée par Peters. Elle se compose de deux pages manuscrites, avec les indications d'interprétation sur la moitié supérieure de la première page.